# Bretignolles-sur-Mer
Bretignolles-sur-Mer (anomenat habitualment Brétignolles-sur-Mer) és un municipi francès situat al departament de Vendée i a la regió de País del Loira. L'any 2007 tenia 3.673 habitants.

## Demografia

### Població
El 2007 la població de fet de Bretignolles-sur-Mer era de 3.673 persones. Hi havia 1.740 famílies de les quals 562 eren unipersonals (203 homes vivint sols i 359 dones vivint soles), 740 parelles sense fills, 356 parelles amb fills i 82 famílies monoparentals amb fills.
La població ha evolucionat segons el següent gràfic:
Habitants censats

### Habitatges
El 2007 hi havia 8.051 habitatges, 1.760 eren l'habitatge principal de la família, 6.227 eren segones residències i 63 estaven desocupats. 7.419 eren cases i 594 eren apartaments. Dels 1.760 habitatges principals, 1.367 estaven ocupats pels seus propietaris, 348 estaven llogats i ocupats pels llogaters i 45 estaven cedits a títol gratuït; 20 tenien una cambra, 100 en tenien dues, 478 en tenien tres, 542 en tenien quatre i 618 en tenien cinc o més. 1.503 habitatges disposaven pel capbaix d'una plaça de pàrquing. A 1.001 habitatges hi havia un automòbil i a 614 n'hi havia dos o més.

### Piràmide de població
La piràmide de població per edats i sexe el 2009 era:
| Homes | Edats   | Dones |
| ----- | ------- | ----- |
| 0     | 95 o +  | 12    |
| 8     | 90 a 94 | 16    |
| 12    | 85 a 89 | 36    |
| 28    | 80 a 84 | 44    |
| 68    | 75 a 79 | 104   |
| 80    | 70 a 74 | 104   |
| 152   | 65 a 69 | 128   |
| 120   | 60 a 64 | 144   |
| 100   | 55 a 59 | 112   |
| 92    | 50 a 54 | 100   |
| 72    | 45 a 49 | 64    |
| 64    | 40 a 44 | 60    |
| 80    | 35 a 39 | 100   |
| 80    | 30 a 34 | 72    |
| 56    | 25 a 29 | 48    |
| 36    | 20 a 24 | 60    |
| 40    | 15 a 19 | 64    |
| 88    | 10 a 14 | 48    |
| 72    | 5 a 9   | 24    |
| 32    | 0 a 4   | 56    |

## Economia
El 2007 la població en edat de treballar era de 2.067 persones, 1.299 eren actives i 768 eren inactives. De les 1.299 persones actives 1.143 estaven ocupades (609 homes i 534 dones) i 156 estaven aturades (65 homes i 91 dones). De les 768 persones inactives 493 estaven jubilades, 100 estaven estudiant i 175 estaven classificades com a «altres inactius».

### Ingressos
El 2009 a Bretignolles-sur-Mer hi havia 2.115 unitats fiscals que integraven 4.329 persones, la mediana anual d'ingressos fiscals per persona era de 19.157 €.

### Activitats econòmiques
Dels 308 establiments que hi havia el 2007, 1 era d'una empresa extractiva, 7 d'empreses alimentàries, 1 d'una empresa de fabricació de material elèctric, 2 d'empreses de fabricació d'elements pel transport, 6 d'empreses de fabricació d'altres productes industrials, 61 d'empreses de construcció, 57 d'empreses de comerç i reparació d'automòbils, 4 d'empreses de transport, 47 d'empreses d'hostatgeria i restauració, 3 d'empreses d'informació i comunicació, 14 d'empreses financeres, 22 d'empreses immobiliàries, 25 d'empreses de serveis, 30 d'entitats de l'administració pública i 28 d'empreses classificades com a «altres activitats de serveis».
Dels 109 establiments de servei als particulars que hi havia el 2009, 1 era una oficina de correu, 5 oficines bancàries, 1 funerària, 4 tallers de reparació d'automòbils i de material agrícola, 10 paletes, 5 guixaires pintors, 14 fusteries, 7 lampisteries, 7 electricistes, 5 empreses de construcció, 9 perruqueries, 1 veterinari, 29 restaurants, 9 agències immobiliàries, 1 tintoreria i 1 saló de bellesa.
Dels 38 establiments comercials que hi havia el 2009, 2 eren supermercats, 1 una botiga de més de 120 m², 1 una botiga de menys de 120 m², 6 fleques, 3 carnisseries, 2 peixateries, 2 llibreries, 7 botigues de roba, 2 botigues d'equipament de la llar, 2 sabateries, 1 una botiga d'electrodomèstics, 2 botigues de mobles, 3 botigues de material esportiu, 1 un drogueria, 1 una perfumeria i 2 floristeries.
L'any 2000 a Bretignolles-sur-Mer hi havia 29 explotacions agrícoles que ocupaven un total de 690 hectàrees.

## Equipaments sanitaris i escolars
El 2009 hi havia 2 farmàcies i 1 ambulància.
El 2009 hi havia 2 escoles elementals.
Bretignolles-sur-Mer disposava d'un centre de formació no universitària superior.

## Poblacions més properes
El següent diagrama mostra les poblacions més properes.